# De Riancey

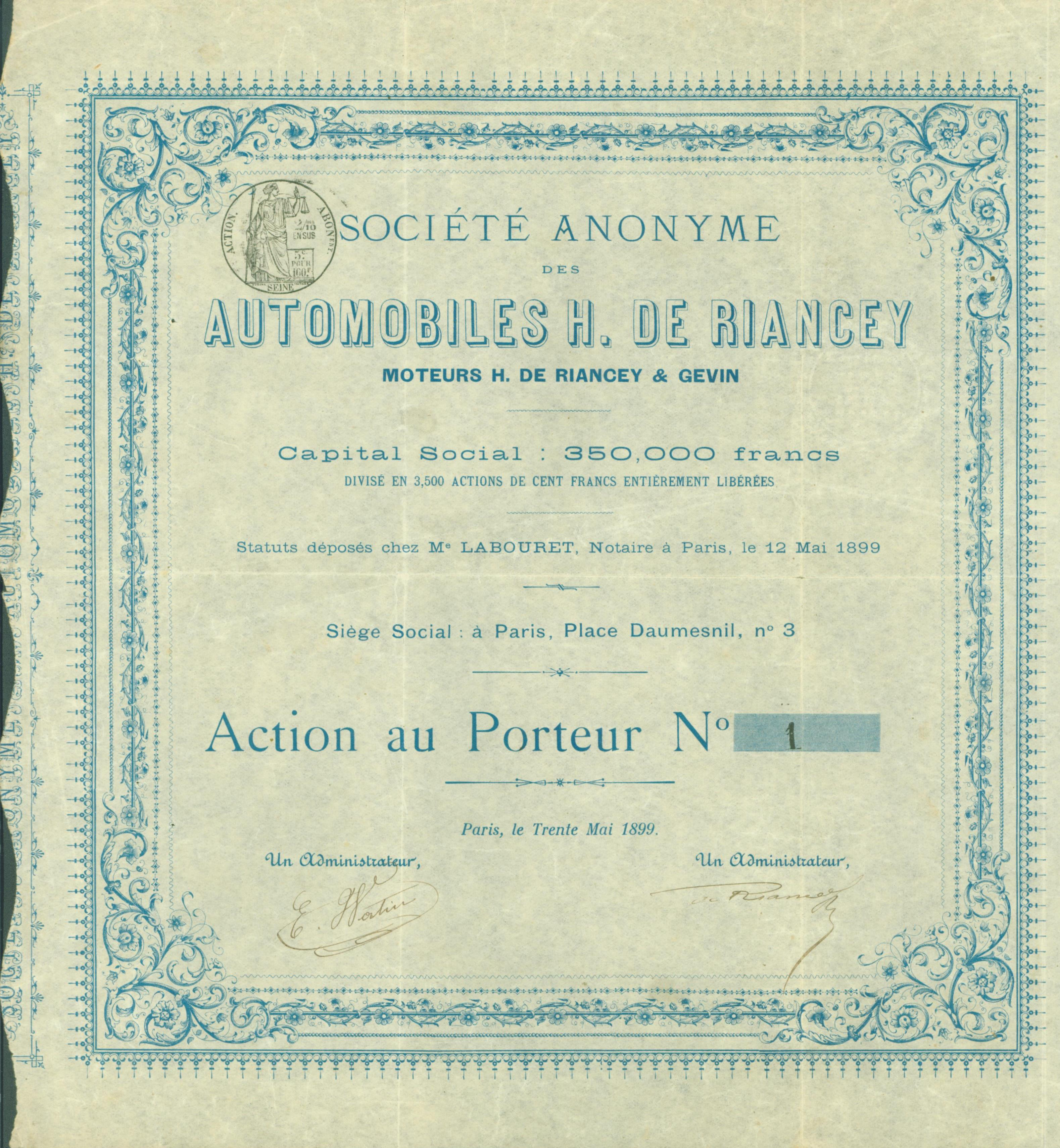
Erste Aktie der S. A. des Automobiles H. de Riancey vom 30. Mai 1899

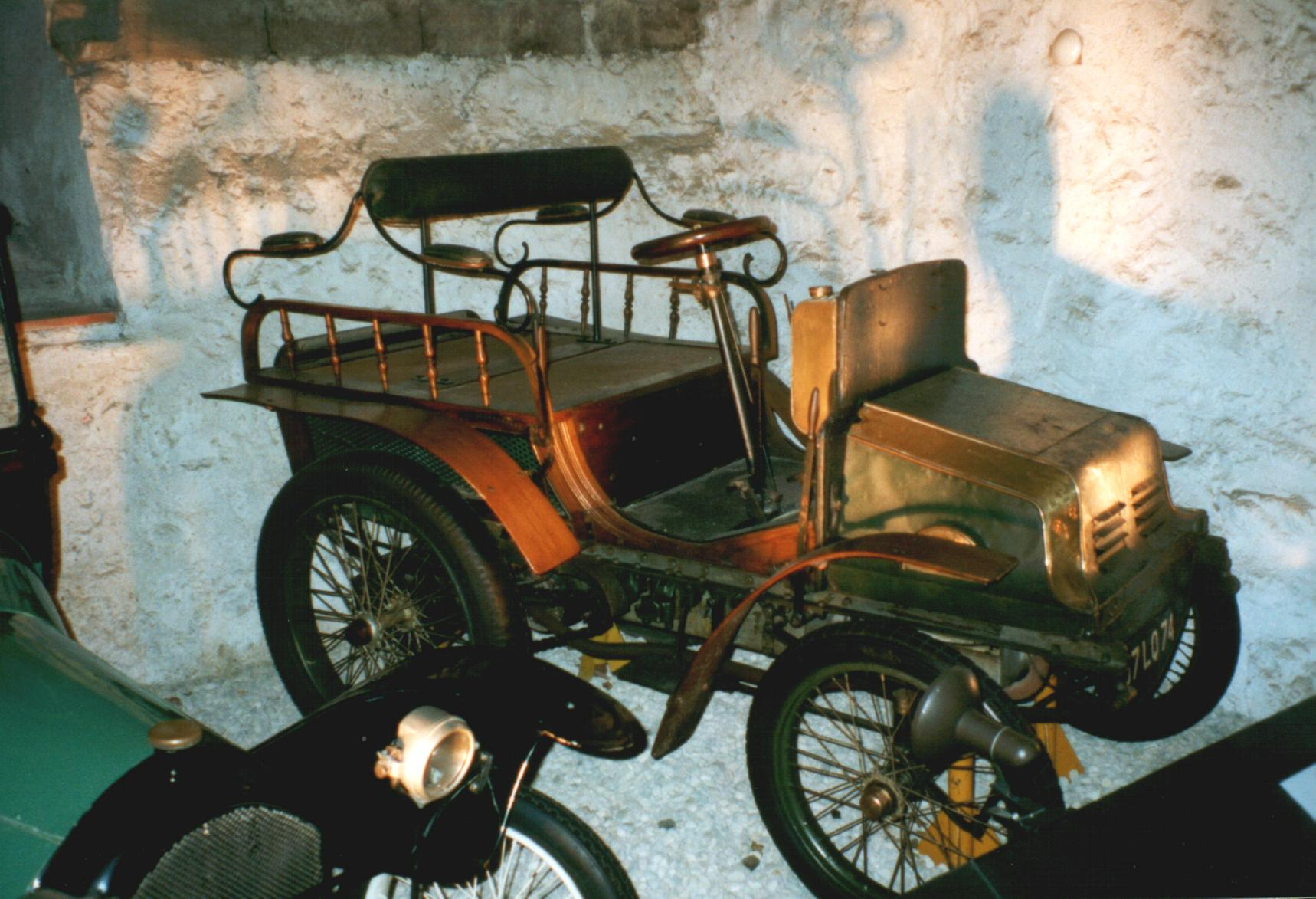
De Riancey von 1899

Die Société Anonyme des Automobiles de Riancey war ein französischer Hersteller von Automobilen.

## Unternehmensgeschichte
Das Unternehmen aus Levallois-Perret begann 1899 mit dem Bau von Automobilen. 1901 endete die Produktion. Établissements Snoeck aus Belgien nutzte das patentierte Frontantriebssystem für eigene Fahrzeuge.

## Fahrzeuge
In der Literatur ist nur ein Modell beschrieben. Dabei handelt es sich um ein Fahrzeug mit Frontmotor und Frontantrieb. Die Hebellenkung wirkte auf den gesamten Vorderwagen. Der Zweizylindermotor war luftgekühlt. Die Karosserie bot Platz für zwei Personen. Das Fahrzeug wog 230 kg.
Ein Fahrzeug dieser Marke ist erhalten geblieben und im Schloss Grandson ausgestellt. Sowohl die Front als auch der viersitzige Dos-à-dos-Aufbau weichen von der Literatur ab.